# Olney (Buckinghamshire)
Olney is een plaats en civil parish in het bestuurlijke gebied Milton Keynes, in het Engelse graafschap Buckinghamshire. De plaats telt 6.032 inwoners.

## Bezienswaardigheden
- Het Cowper and Newton Museum

## Bekende inwoners van Olney

### Woonachtig (geweest)
- John Newton (1725-1807), bekeerde slavenhandelaar en Anglicaans priester
- William Cowper (1731-1800), dichter